# Menaspidae
Die Menaspidae bilden eine ausgestorbene Familie der Knorpelfische, die vom Unterkarbon bis zum Oberperm Bestand hatte.

## Taxonomie
Laut Carroll (1988) umfasst die zur Ordnung Menaspiformes gehörende Familie Menaspidae (selten auch „Menaspididae“) die beiden Gattungen Menaspis und Deltoptychius. In der Datenbasis Fossilworks wird jedoch Deltoptychius einer eigenen Familie zugeordnet, den Deltoptychiidae. Dieser Beitrag folgt dem Beispiel Carolls.
Die genaue taxonomische Zuordnung der Menaspidae ist schwierig und umstritten. So sieht Ortlam beispielsweise in Menaspis überhaupt keinen Knorpelfisch, sondern einen arctolepiden Arthrodira. Sollte sich dies bewahrheiten, so hätte diese altertümliche Familie bis in den Zechstein 1 (Kupferschiefer) fortbestanden.

## Merkmale
In ihrer Bezahnung ähneln die  Menaspidae sehr den Chimaeriformes, zeigen aber ansonst sehr unterschiedliche Merkmale. Ihr Körper ist dorsoventral abgeflacht. Rückenflossen sind nicht vorhanden. Hinter der Kopfoberseite besitzen die Tiere einen Hautpanzer (in etwa vergleichbar mit dem der Placodermi/Arthrodira), der mit sehr kleinen kegelförmigen Fortsätzen bewehrt ist. Der Hautpanzer besitzt an seinem Vorderende ein Paar flügelartiger Erweiterungen. Bei Menaspis sitzen darunter noch drei Paar nach hinten gebogener Dornfortsätze (Englisch cephalic spines), die wahrscheinlich defensive Aufgaben hatten. Neben den Hautpanzern werden die Tiere von sich überlappenden Schuppen bedeckt, die in einem recht komplizierten Muster angeordnet sind. Über den Rücken verlaufen zwei Reihen sehr großer Schuppen. Die einzelnen Schuppen sind zyklomorial aufgebaut.
Anmerkung: Es bestehen deutliche Unterschiede in der Interpretation der Flügel- und Dornenfortsätze. Diese beruhen auf der Schwierigkeit, die korrekte Position des Fossils (ob Unter- oder Oberseitenlage) zu ermitteln.

## Lebensweise
Die Menaspidae waren recht kleine, nektobenthisch (im bodennahen freien Wasser) lebende Tiere, Menaspis beispielsweise wurde nicht größer als 25 Zentimeter. Wahrscheinlich hielten sie sich in nicht allzu großer Wassertiefe auf und stellten kleinen Vertebraten nach.

## Vorkommen
- Australien
- Deutschland:
  - Halle
  - Lonau
  - Rossenray[3]
  - Uffeln
- Schottland
- Vereinigte Staaten